# Klaas Engelken
Klaas Engelken (* 3. Januar 1939 in Hannover; † 6. August 2017 in Stuttgart) war ein deutscher Verwaltungsjurist und Fachbuchautor.

## Leben
Klaas Engelken wuchs auf in Bremen. Er studierte Jurisprudenz und promovierte. Danach schlug er die Beamtenlaufbahn als Verwaltungsjurist ein. Er war Ministerialrat und stellvertretender Landeswahlleiter.
Er schrieb vier juristische Fachbücher und beteiligte sich an einem Verfassungskommentar. Er verfasste Untersuchungen zum Kopftuchurteil und zum Konnexitätsprinzip.
Klaas Engelken war von 2005 bis 2016 in dem Verwaltungsrat des Förderkreises der Stuttgarter Hymnus-Chorknaben tätig. Er ist der Vater der Rechtsanwältin und Fachbuchautorin Eva Engelken.

## Werke
- Schulgesetzregelungen der Länder zum Kopftuch. Kuppinger, Weinstadt-Endersbach 2004
- Das Konnexitätsprinzip im Landesverfassungsrecht. Nomos, Baden-Baden 2012, ISBN 978-3-8329-7560-9.
- Die neuen Vorschriften über die Wertermittlung und die Gutachterausschüsse. Josef-Humar-Inst., Düsseldorf 1978
- Einstweilige Regelungen im verwaltungsgerichtlichen Normenkontrollverfahren nach § 47 VWGO. 1971.
- Kommentar zur Verfassung des Landes Baden-Württemberg. Teil: Ergänzungsband, 1997, ISBN 978-3-415-02253-9.